# Rotterdam School of Management

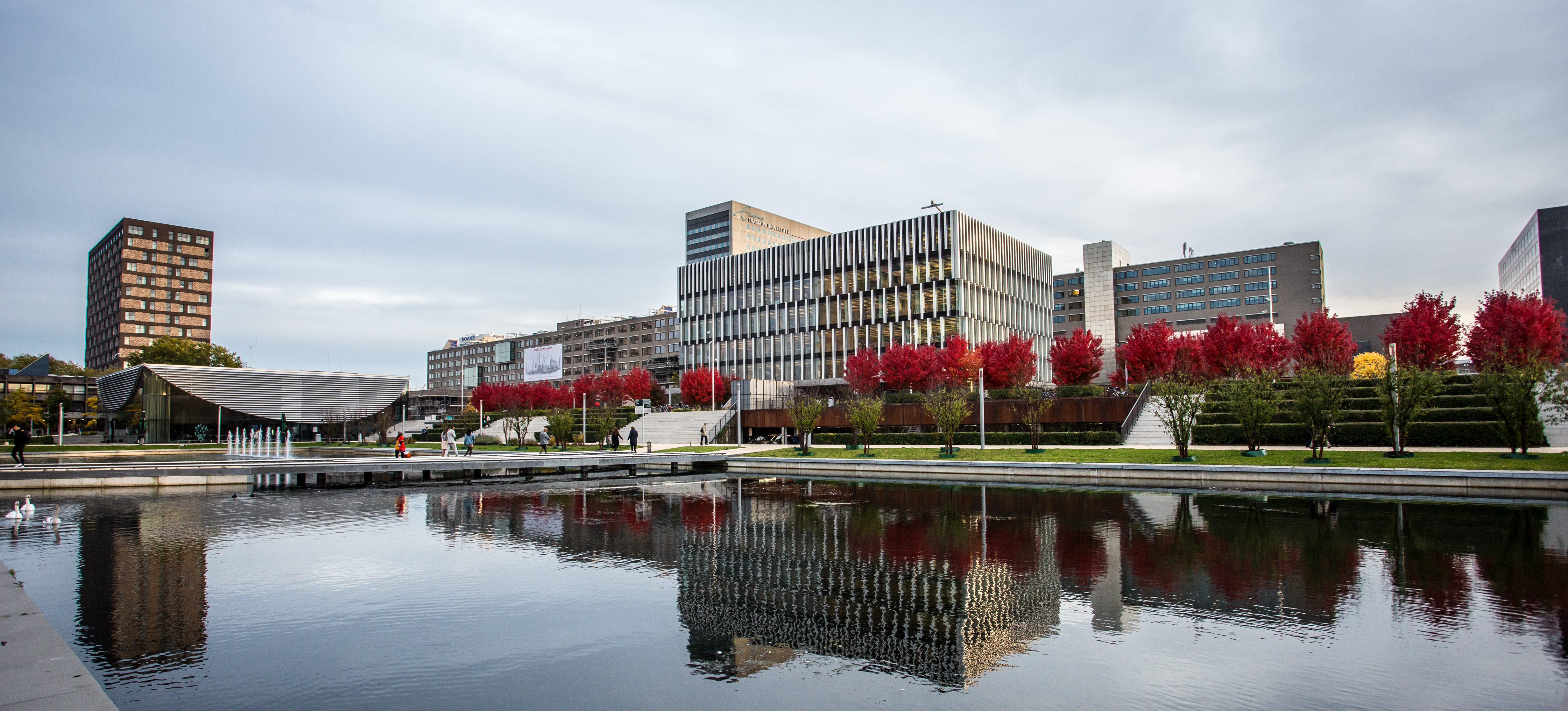
Foto panorámica de la Universidad.

La Rotterdam School of Management, Universidad Erasmo (RSM) es la escuela de negocios de la Universidad Erasmo de Róterdam, y ofrece formación en administración y dirección de empresas desde 1970. La RSM  aparece con regularidad entre las diez mejores escuelas de negocios de Europa en el ranking del Financial Times (puesto número 5 en el área de management en 2020 ). Adicionalmente, cuenta con la acreditación de la Triple Corona otorgada por los órganos certificadores AACSB, EQUIS y AMBA. Cuenta con campus en Róterdam, Países Bajos, y Chengdú, China.

## Educación
La RSM aparece en el ranking de las principales escuelas de negocios de Europa del Financial Times. Ofrece programas académicos que van desde grados, másteres y MBA a tiempo completo hasta cursos de corta duración con matrícula abierta a todo el mundo y formación personalizada para ejecutivos y empresas. Los programas de gestión de la RSM se ocupan de áreas como logística, innovación, marketing, finanzas, recursos humanos o sostenibilidad. La red de alumni de la RSM cuenta con unos 50.000 miembros en todo el mundo. 

## Investigación
Los investigadores de la RSM y la Facultad de Economía de la Universidad Erasmo se unen en el Erasmus Research Institute of Management
(ERIM), una de las comunidades investigadoras más grandes y citadas de Europa, con 350 miembros. El ERIM ofrece un máster en investigación y programas de doctorado. Esta institución ofrece a empresas y ejecutivos las investigaciones más actuales, que se incorporan al bagaje formativo de la RSM.